# Цакир
Цаки́р (бур. Сахир) — село в Закаменском районе Бурятии. Образует сельское поселение «Цакирское».

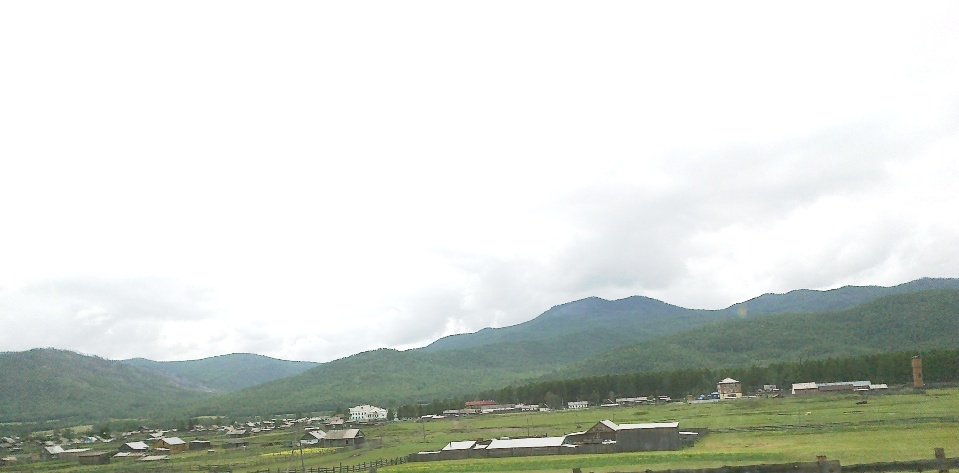
Цакир

## География
Находится на левом берегу реки Джида в 27 км к северо-востоку от районного центра, города Закаменск, по южной стороне региональной автодороги Р440 Гусиноозёрск — Петропавловка — Закаменск.
Расстояние до города Улан-Удэ по автодороге — 383 км.

## Климат
| Показатель                    | Янв.  | Фев.  | Март  | Апр.  | Май  | Июнь  | Июль | Авг. | Сен.  | Окт.  | Нояб. | Дек.  | Год   |
| ----------------------------- | ----- | ----- | ----- | ----- | ---- | ----- | ---- | ---- | ----- | ----- | ----- | ----- | ----- |
| Абсолютный максимум, °C       | 3,8   | 9,8   | 21,2  | 28,5  | 33,8 | 36,2  | 38,9 | 35,3 | 30,0  | 26,0  | 13,8  | 2,9   | 38,9  |
| Средний суточный максимум, °C | −14,8 | −7    | 2,2   | 11,3  | 19,1 | 23,1  | 24,1 | 22,1 | 16,7  | 8,7   | −4,2  | −14,1 | 7,3   |
| Средняя температура, °C       | −25   | −19,5 | −8,7  | 1,5   | 8,9  | 13,9  | 16,0 | 13,7 | 7,1   | −1,4  | −13,8 | −22,9 | −2,5  |
| Средний суточный минимум, °C  | −32,3 | −29   | −18,3 | −7,2  | −1   | 5,7   | 9,6  | 7,9  | 0,2   | −8,5  | −20,7 | −29,3 | −10,2 |
| Абсолютный минимум, °C        | −48,9 | −46,2 | −43,1 | −26,5 | −20  | −10,5 | −6,9 | −5,3 | −13,8 | −32,2 | −42,4 | −48,4 | −48,9 |
| Норма осадков, мм             | 3     | 3     | 4     | 11    | 22   | 77    | 122  | 101  | 41    | 10    | 6     | 5     | 403   |
| Источник: Климат Цакира       |       |       |       |       |      |       |      |      |       |       |       |       |       |

## Название
Севернее села Цакир находится гора с кремнистым камнем (по-бурятски «сахюур»), что и стало его наименованием.

## История
Цакир основан в 1768 году как караульный пункт на границе России с империей Цин. Впоследствии, в середине XIX века, преобразован в станицу Цакирскую 1-го отдела Забайкальского казачьего войска.
1 марта 1932 года началось регулярное автомобильное сообщение с Верхнеудинском.
В 1954 году в селе построено здание средней школы.
До 1959 года село являлось административным центром Закаменского аймака Бурятской АССР.

## Население
| 1959 | 2002 | 2006 | 2010 | 2012 | 2013 | 2014 |
| ---- | ---- | ---- | ---- | ---- | ---- | ---- |
| 2070 | ↘907 | ↘847 | ↘846 | ↘832 | ↘807 | ↘783 |
| 2015 | 2016 | 2017 | 2018 | 2019 | 2020 | 2021 |
| ↘732 | ↘693 | ↘662 | ↘634 | ↘605 | ↘585 | ↘560 |
| 2023 | 2024 |      |      |      |      |      |
| ↘539 | ↘536 |      |      |      |      |      |

Национальный состав
Население смешанное: буряты, русские и др.

## Инфраструктура
- сельская администрация
- общеобразовательная средняя школа
- школа-интернат
- детский сад
- фельдшерский пункт
- дом культуры

## Культура
Село известно своим детским образцовым ансамблем «Ургы» Цакирской школы-интерната.

## Известные люди
- В. С. Батуева  (1951) — заслуженный работник культуры Республики Бурятия
- В. Д. Галданов — мастер спорта СССР по боксу
- Г. А. Копченко — заслуженный метеоролог СССР, начальник метеостанции с. Цакир (c 1954 г.)
- Н. Б. Соктоев — поэт и драматург[2]
- М. Б. Хубриков — заслуженный деятель культуры Российской Федерации
- Г. Ц. Цыденов — шаман
- 3. И. Шумакова — отличник народного образования РФ
- С. С. Ямпилов — доктор технических наук, профессор
- О.Д. Жигжитов - золотопромышленник, меценат
- Алекса́ндр Доржи́евич Дуга́ров — советский боксёр наилегчайшей весовой категории, выступал за сборную СССР во второй половине 1970-х годов. Бронзовый призёр чемпионата Европы, многократный призёр национального первенства, победитель многих международных турниров и матчевых встреч. На соревнованиях представлял ЦСКА, мастер спорта международного класса.